# Кле Койман
Крістофер Клеменс Койман (англ. Christopher Clemence "Cle" Kooiman); нар. 3 липня 1963, Онтаріо, США) — американський футболіст, захисник, відомий за виступами за «Тампа-Бей М'ютені», «Крус Асуль» і збірну США. Учасник Чемпіонату Світу 1994 року.

## Клубна кар'єра
Койман почав кар'єру в клубі indoor-ліги «Лос-Анджелес Лазерс». У 1989 році він перейшов у професійний футбол і недовго пограв за американські «Каліфорнія Кіккерз» і «Сан-Дієго Номадс».
У 1990 році Кле переїхав до Мексики, де його першою командою стала «Кобрас». У 1992 році він перейшов в «Крус Асуль» і став першим американцем-капітаном мексиканського клубу.
У 1994 році Койман став футболістом клубу «Монаркас Морелія», за який виступав наступні два сезони.
У 1996 році з утворенням MLS Койман, як і багато американських футболістів повернувся на батьківщину, для виступу в новій лізі. Новим клубом Кле став «Тампа-Бей М'ютені». У 1998 році Койман був обраний на драфті «Маямі Ф'южн». Зігравши лише 14 матчів за новий клуб він завершив кар'єру.

## Міжнародна кар'єра
У 1993 році Койман дебютував за збірну США. У тому ж році він взяв участь у Золотому кубку КОНКАКАФ. На турнірі Кле зіграв у матчах проти збірних Ямайки, Мексики, Панами і Гондурасу, а в поєдинку проти Коста-Рики забив свій перший гол за національну команду. За підсумками турніру він завоював срібні медалі.
У 1994 році Койман потрапив в заявку на участь в домашньому чемпіонаті світу. На турнірі він взяв участь у поєдинку проти збірної Швейцарії.

### Голи за збірну США
| #   | Дата          | Місце                    | Противник  | Рахунок | Результат | Змагання                    |
| --- | ------------- | ------------------------ | ---------- | ------- | --------- | --------------------------- |
| 01. | 22 липня 1993 | Коттон Боул, Даллас, США | Коста-Рика | 1:0     | 1:0       | Золотий кубок КОНКАКАФ 1993 |

## Титули і досягнення
- Срібний призер Золотого кубка КОНКАКАФ: 1993